# Ванний
Ванний (Vannius), вождь квадов. В начале I века н. э. был главой «Царства Ванния» (Regnum Vannianum) — первой в истории самостоятельной политической структуры на территории современной западной Словакии.
После того, как вождь маркоманов Маробод в 19 году н. э. был свергнут знатью, и ему пришлось просить убежища у римлян, римляне с почётом приняли его и поселили в Равенне. Как пишет Тацит,
«Сходной оказалась и судьба Катуальды… Изгнанный силами гермундуров… и принятый римлянами, он был отправлен в Форум Юлия… Сопровождавшие того и другого варвары, дабы их присутствие не нарушало спокойствия мирных провинций, размещаются за Дунаем, между реками Маром и Кузом и в цари им даётся Ванний из племени квадов»